# Josef Jelínek (calciatore 1941)
Josef Jelínek (Praga, 9 gennaio 1941 – Praga, 29 novembre 2024) è stato un calciatore cecoslovacco, di ruolo attaccante.

## Carriera

### Club
Con il Dukla Praga vinse cinque campionati e tre Coppe di Cecoslovacchia.

### Nazionale
Con la nazionale cecoslovacca ottenne l'argento al Campionato mondiale di calcio 1962 in Cile, nel quale i cecoslovacchi vennero battuti in finale dal Brasile per 3-1.

## Palmarès
- Campionato cecoslovacco: 5

Dukla Praga: 1960-1961, 1961-1962, 1962-1963, 1963-1964, 1965-1966
- Československý Pohár: 3

Dukla Praga: 1961, 1965, 1966